# Andreas Johnson
Andreas Johnson (Bjärred, 22 de marzo de 1970) es un cantante y compositor sueco.

## Carrera
Su familia viajó por todo Suecia, situándose finalmente a las afueras de Estocolmo. Empezó su carrera como solista de los "Planet Waves", banda que sólo editó un álbum, "Brutal Awakenings", antes de disgregarse por problemas internos. En ese momento, Andreas comenzó su carrera en solitario, con el primer disco, llamado "Cottonfish Tales".
En 1999, consiguió un gran éxito internacional con su sencillo Glorious, incluido posteriormente en el álbum "Liebling", ha sido utilizada en gran número de campañas de publicidad por grandes empresas, destacando Volvo, Nutella y Vauxhall Motors.
"Deadly Happy", su tercer álbum en solitario, se editó en 2002. El siguiente álbum, "Mr. Johnson, Your Room Is On Fire", fue editado en 2005. Johnson participó en el Melodifestivalen 2006 como joker, con el tema  "Sing for me" finalizando tercero en la final.
El 24 de febrero de 2007 Andreas Johnson participó en el Melodifestivalen 2007 con la canción "A Little Bit of Love", que llegó a la final. En la final, consiguió la segunda posición, tras "The Worrying Kind" tocada por "The Ark".
Su último disco incluye "A Little Bit of Love", es un disco de éxitos llamado "The Collector".
En el año 2008 volvió a participar en el Melodifestivalen 2008 cantando a dúo con Carola Häggkvist (ganadora del Festival de Eurovisión 1991). Los dos participaron como uno de los 4 comodines, quedándose en la repesca del concurso habiendo sido uno de los cuatro más votados de su semifinal.

## Discografía
- Cotton Fish Tales (1997)
- Liebling (1999)
- Deadly Happy (2002)
- Mr. Johnson, Your Room Is On Fire (2005)
- The Collector (2007)
- Rediscovered (2008)
- Village Idiot (2012)

## Sencillos
- "Crush" (1997)
- "Cruel" (1997)
- "Seven Days" (1997)
- "Glorious" (1999)
- "The Games We Play" (1999)
- "Shine" (2002)
- "End of the World" (2002)
- "Waterfall" (2002)
- "Show Me Love" (2005)[1]
- "Sing for Me" (2006)
- "Sunshine of Mine" (2006)
- "A Little Bit of Love" (2007)
- "Go for the Soul" (2007)
- "Lucky Star" (2008) (Dúo con Carola Häggkvist)
- "One Love" (2008) (Dúo con Carola Häggkvist)